# Charles-Ferdinand Morel
Charles-Ferdinand Morel (genannt Dekan Morel; * 4. September 1772 in Corgémont; † 7. Mai 1848 in Corgémont) war ein Schweizer reformierter Pfarrer und Politiker.

## Leben
Mit fünfzehn Jahren begann Morel ein Theologiestudium in Basel. Nach Beendigung seines Studiums wurde er Geistlicher beim Regiment von Reinach des Bischofs von Basel in Paris. Dort wurde er Zeuge des Beginns der Französischen Revolution und des Sturms auf die Tuilerien. Nach der in Varennes-en-Argonne gescheiterten Flucht des französischen Königs entwickelte er sich vom Beobachter der Revolution zu einem aktiven Teilnehmer und wurde Mitglied und Sekretär eines Jakobinerklubs in seiner nunmehr zum französischen Département Mont-Terrible gehörenden Heimat.
1801 heiratete er, inzwischen Pfarrer von Corgémont, die Schriftstellerin Isabelle de Gélieu, mit der er drei Kinder hatte.
Als Pfarrer der Gemeinde Corgémont setzte er sich für die Verbesserung der Landwirtschaft ein und förderte gemeinsam mit seiner Frau die Zucht von Merinoschafen im Sankt-Immer-Tal. 1816 gründete er eine Armenkasse und ein Waisenhaus, die heute noch existieren. Ebenso beförderte er die Gründung einer Sparkasse, der heutigen Caisse d’Epargne du District de Courtelary.
Bereits im Anschluss an die Niederlage Napoleons setzte er sich für einen aus dem Gebiet des ehemaligen Fürstbistums Basel neu zu errichtenden Kanton Jura ein. Nachdem dieses Ziel fehlgeschlagen und das Gebiet im Zuge des Wiener Kongresses an den Schweizer Kanton Bern gefallen war, unterstützte Morel die liberalen Kräfte im Kanton und wurde 1831 Mitglied der verfassunggebenden Versammlung des Kantons Bern.
Privat litt sein Leben unter schweren persönlichen Krisen. So verlor er infolge der sich über ganz Europa erstreckenden Landwirtschaftskrise gegen 1820 fast sein gesamtes Vermögen. Zudem entsprach die Entwicklung seiner Kinder nicht seinen Vorstellungen, und auch seine Ehe, die einmal als gleichberechtigte Partnerschaft gedacht war, litt unter seiner Eifersucht und seinem entstandenen Geiz, was dazu führte, dass er sich in psychiatrische Behandlung begeben musste. Mit seiner Frau versöhnte er sich erst auf deren Totenbett.
In Corgémont befindet sich ein Denkmal für Morel, das Grab seiner Familie auf dem örtlichen Friedhof ist als Denkmal geschützt. Auch wenn Corgémont und die übrigen protestantischen Gemeinden des Berner Jura heute nicht zum erst 1979 neu entstandenen Schweizer Kanton Jura gehören, sondern beim Kanton Bern verblieben sind, wird Charles-Ferdinand Morel als Vorkämpfer eines selbständigen jurassischen Kantons anerkannt.

## Bilder

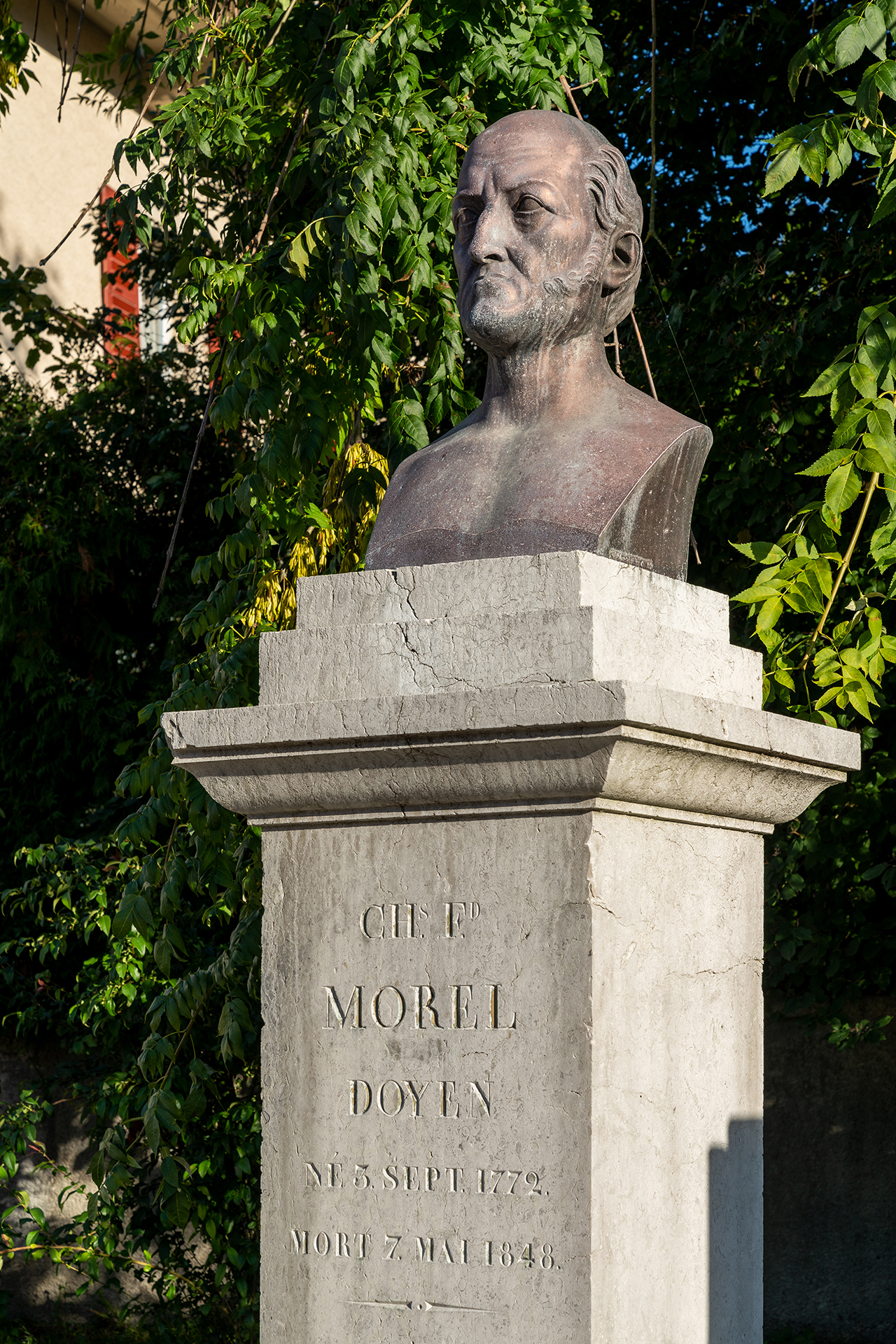
Denkmal Charles-Ferdinand Morel
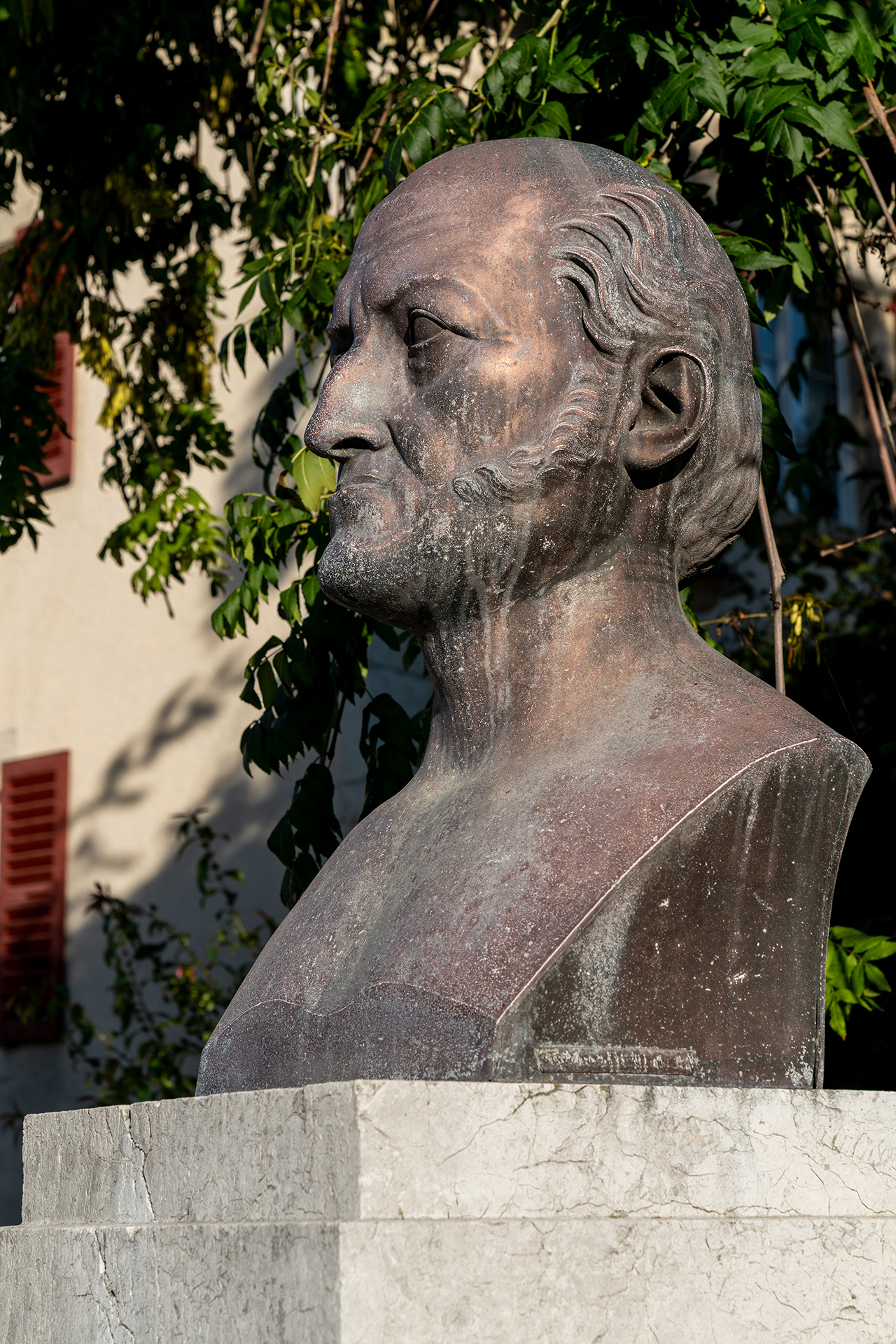
Denkmal Charles-Ferdinand Morel
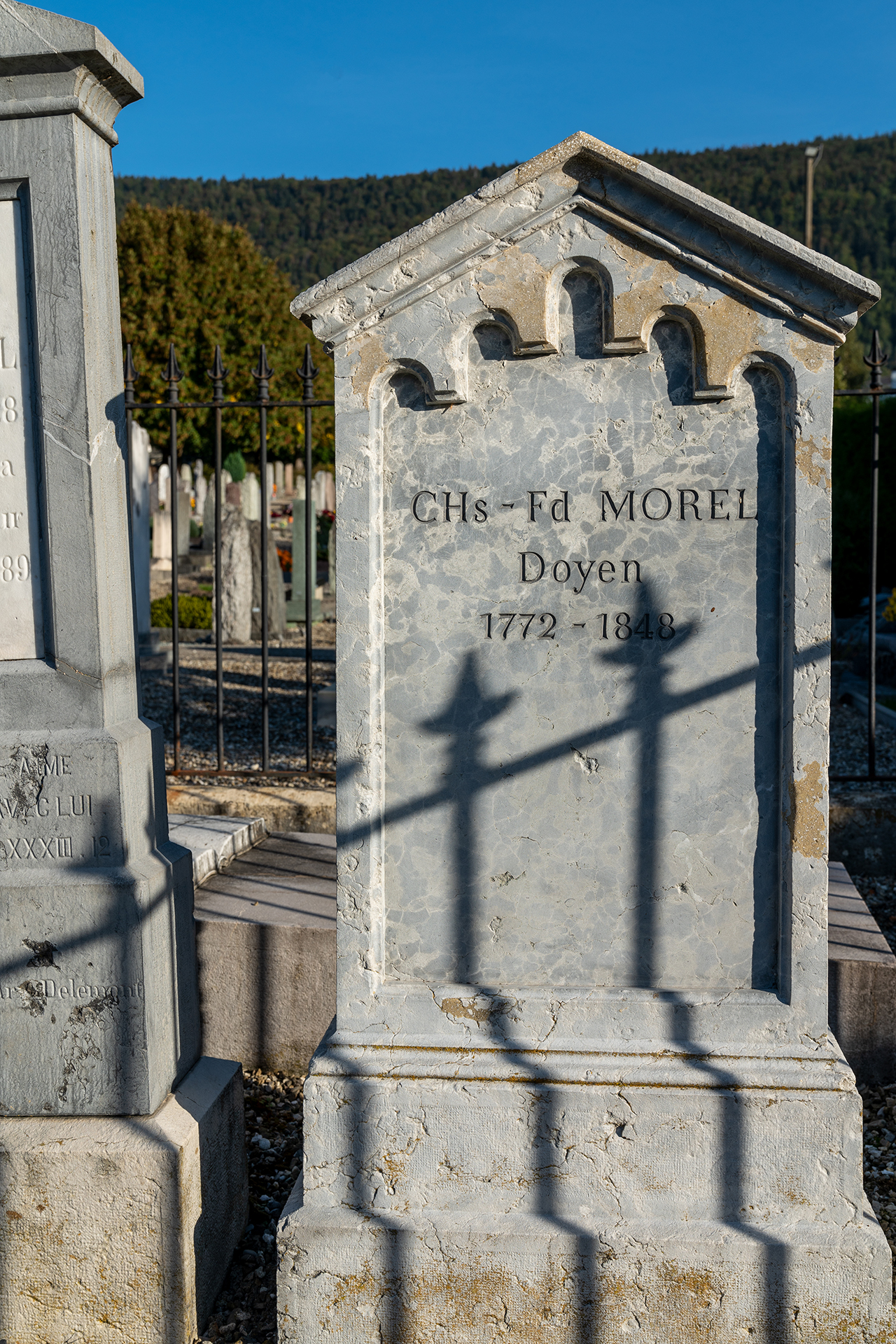
Grabstein Morels auf dem Friedhof
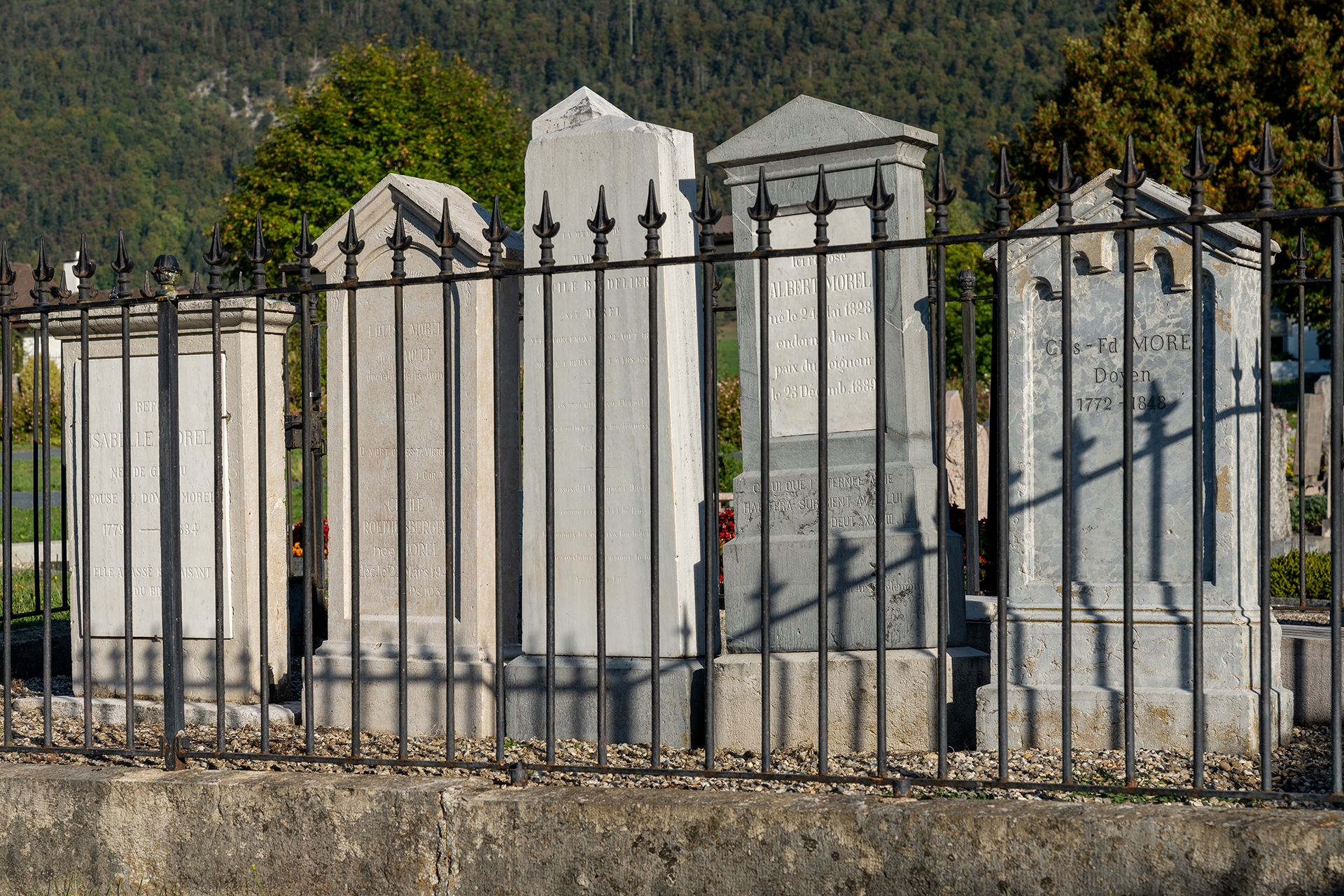
Grabsteine der Familie Morel
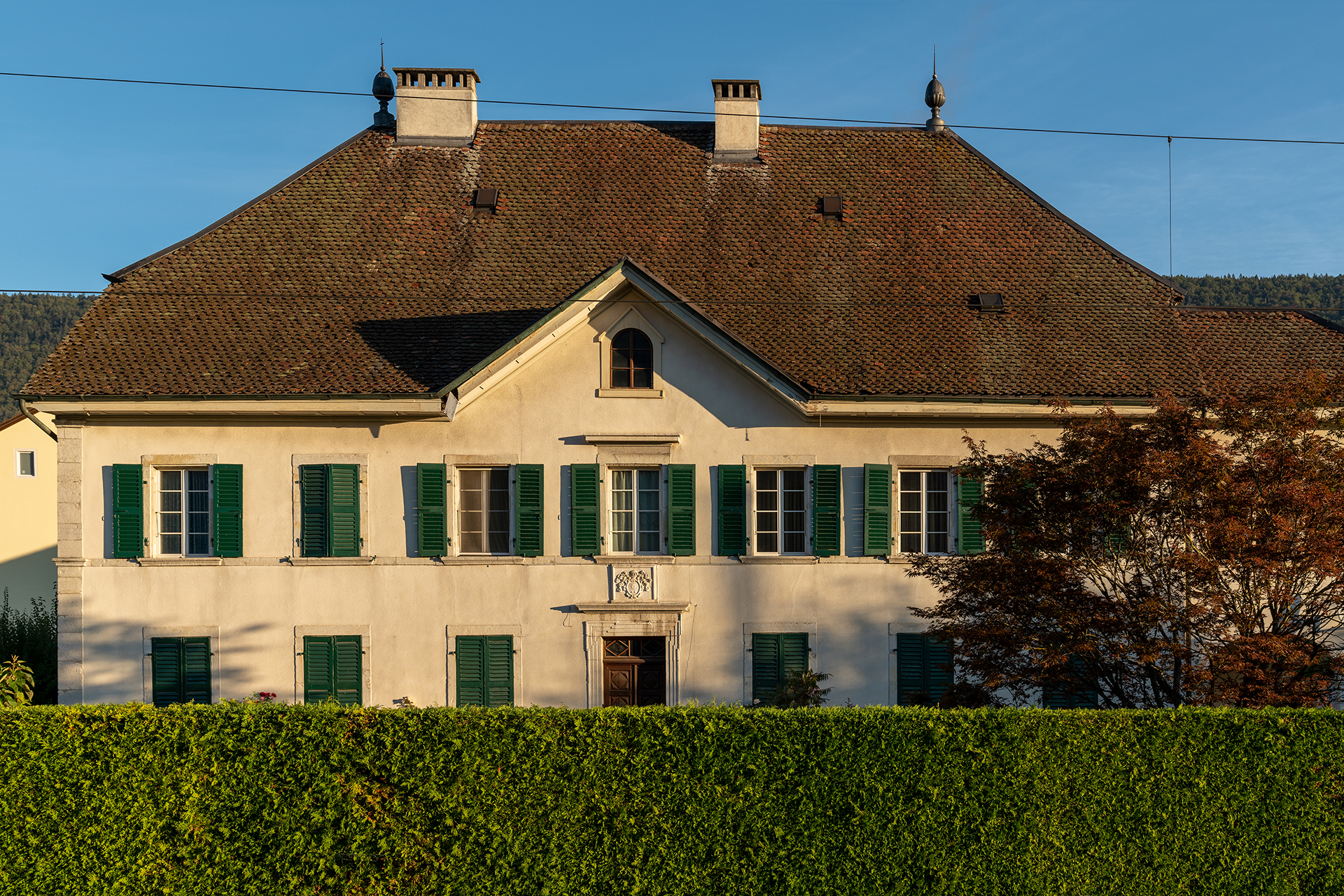
Wohnhaus des Doyens Morel